# Crassula spathulata
Crassula spathulata är en fetbladsväxtart som beskrevs av Carl Peter Thunberg. Crassula spathulata ingår i släktet krassulor, och familjen fetbladsväxter. Inga underarter finns listade i Catalogue of Life.

## Bildgalleri

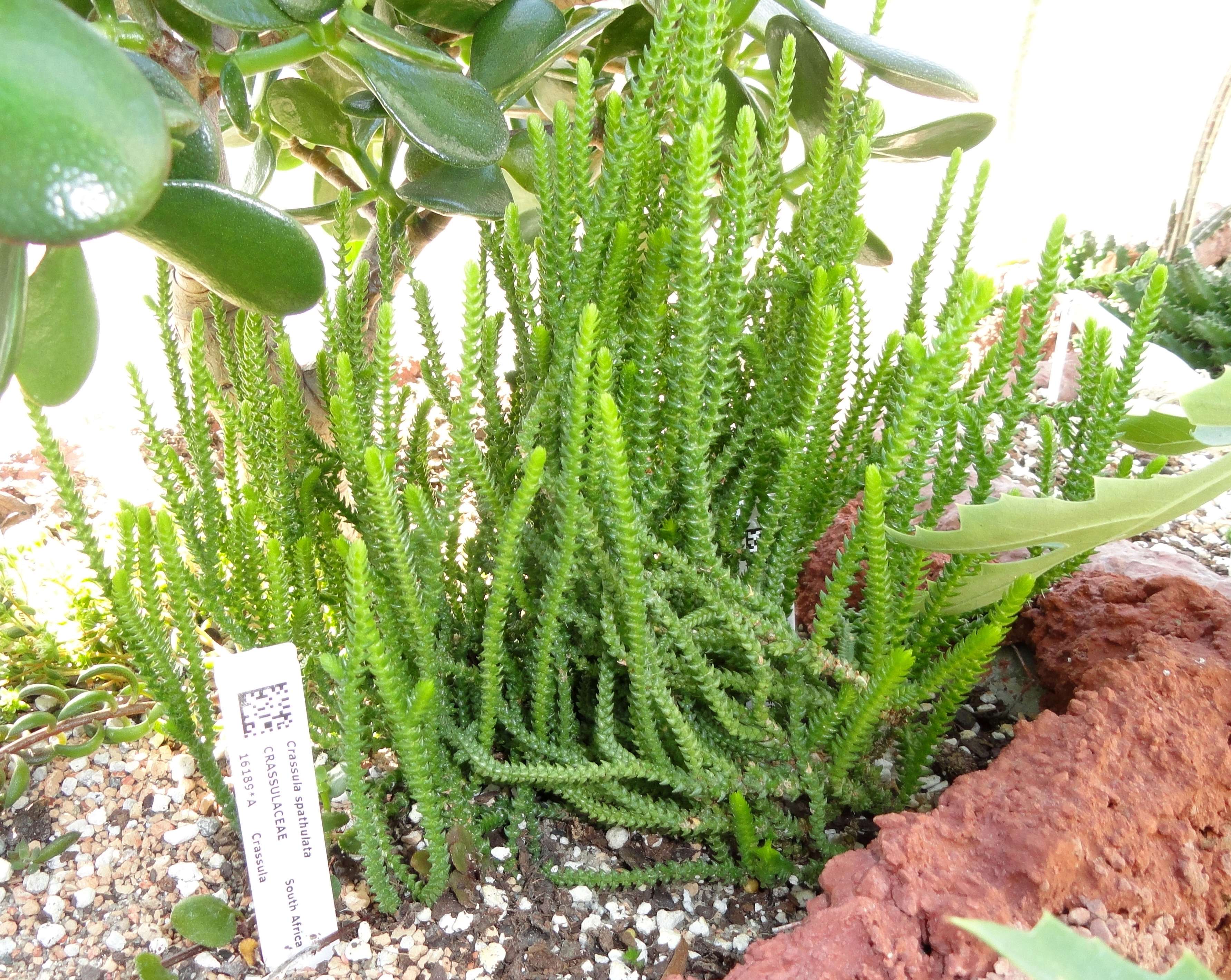
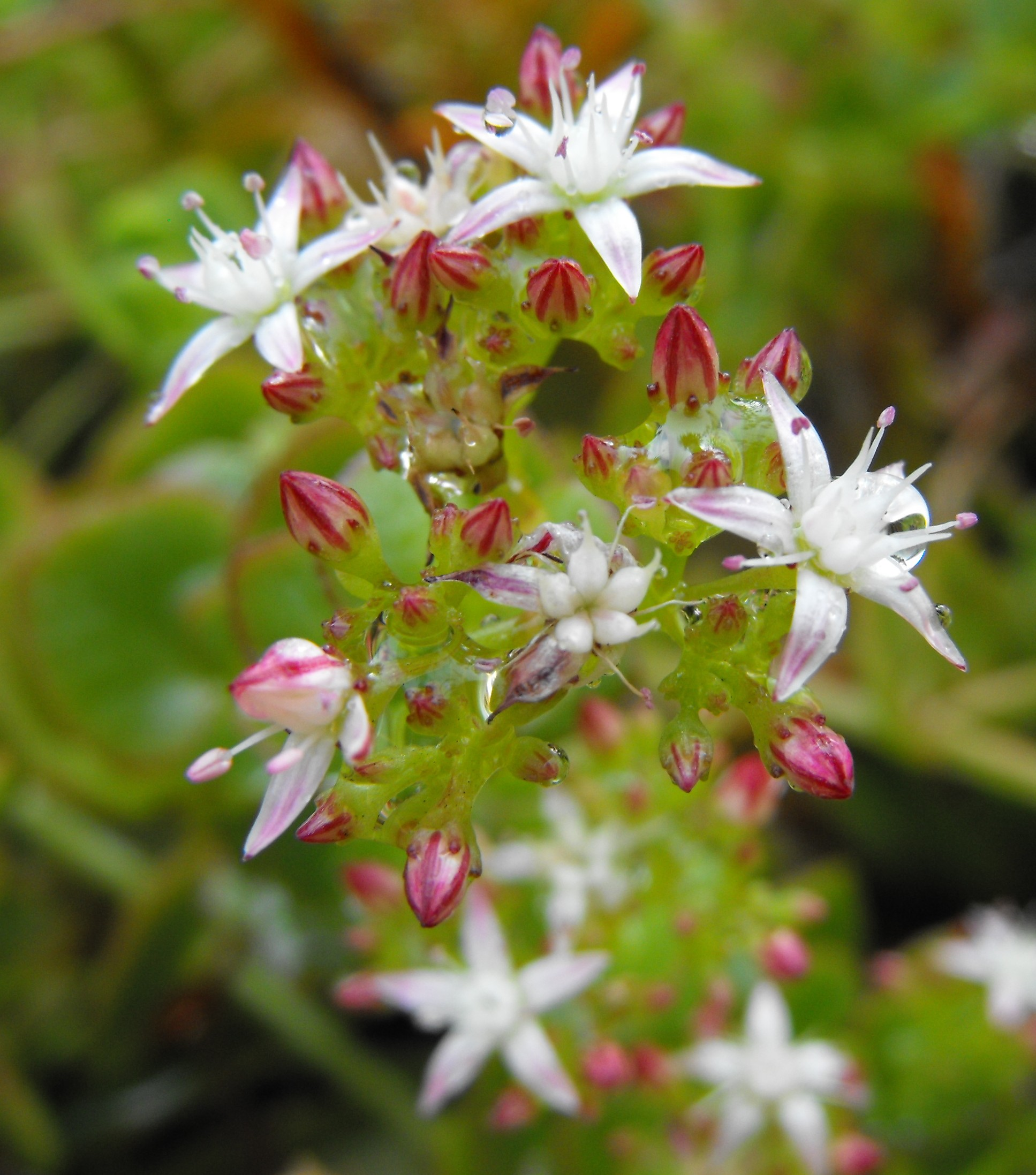